# Гімпу Марія Олексіївна
Марія Олексіївна Гімпу — молдовський радянський господарський, державний і політичний діяч, Герой Соціалістичної Праці.

## Біографія
Народилася в 1930 році в Кагулі.
З 1953 року — на господарській, громадській і політичній роботі. В 1953—1985 рр. — ланкова розплідницької бригади Кагульського гідромеліоративного радгоспу-технікуму Молдавської РСР.
Указом Президії Верховної Ради СРСР від 8 грудня 1973 року присвоєно звання Героя Соціалістичної Праці з врученням ордена Леніна і золотої медалі «Серп і Молот».
Обиралась депутатом Верховної Ради Молдавської РСР 8-го скликання, Верховної Ради СРСР 10-го скликання.
Померла в 2018 році.